# Нижние Новинки
Нижние Новинки — деревня в Пермском крае России. Входит в Березниковский городской округ в рамках организации местного самоуправления и в Усольский район в рамках административно-территориального устройства края.

## Географическое положение
Деревня расположена на правом берегу Камы в 15 километрах на северо-запад по прямой от города Березники.
Климат
Климат умеренно континентальный с суровой продолжительной зимой и тёплым коротким летом. Самый холодный месяц — январь со среднемесячной температурой (−15,7 °C), самый тёплый — июль со среднемесячной температурой (+17,4 °C). Продолжительность безморозного периода в среднем составляет 114 дней. Общее число дней с положительной температурой 190. Последний весенний заморозок в среднем наблюдается в конце мая, а первый осенний — в конце второй декады сентября. Среднегодовая температура воздуха по данным города Березники 0,9 °C.

## История
С 2004 до 2018 года деревня входила в Усольское городское поселение Усольского муниципального района, с 2018 года входит в Пыскорский территориальный отдел Березниковского городского округа.

## Население
| 2010 |
| ---- |
| 11   |

Постоянное население 12 человек в 2002 году (100 % русские), 11 человек в 2010.